# 杭氧控股

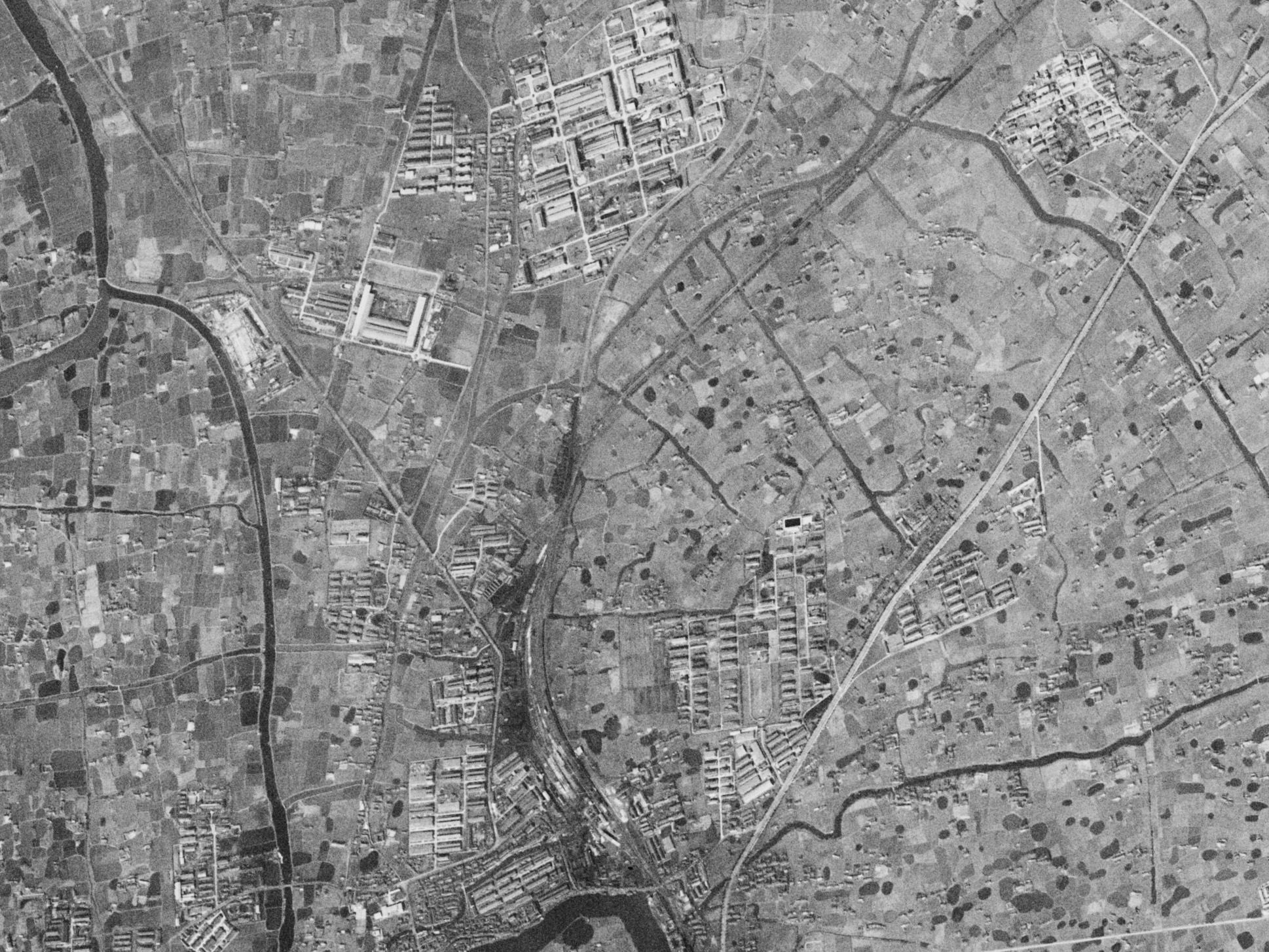
杭氧厂区（北）和艮山门站卫星图（1969年）

杭州杭氧控股有限公司，簡稱杭氧控股（英語：Hangzhou Oxygen Plant Group Company Limited），是一间位于中国浙江省杭州市的工业企业，前身是依次为1950年由當地政府設立的「浙江铁工厂」、「杭州通用机器厂」、「杭州制氧机厂」及“杭州制氧机集团有限公司”。董事長和總裁為华为。
该公司現時业务包括空分设备销售、设计以及空分核心部机，還包括大型乙烯冷箱、真空贮槽、各类透平压缩机、天然气压缩机、离心式液体泵、环保设备、钢结构、有色金属铸造、工程总承包等。而旗下杭州杭氧股份有限公司（深交所：002430），則在2010年6月10日於深交所中小板上市。
總部位於中国浙江省杭州市中山北路592号。

## 連結
- HangyangGroup.com